# Asesoft
Asesoft este un holding de companii din România, cu activitate predominantă în domeniul IT. Proprietarul companiei este Sebastian Ghiță.
Din grupul Asesoft fac parte companiile:
- Asesoft International, integrator de sisteme și solutii de automatizare
- Asesoft Services, furnizor de servicii profesionale IT
- Asesoft Smart, integrator de sisteme IT și AV
- Asesoft WorldWide, dezvoltator de business internațional
- Asesoft Net, proiectare și dezvoltare de pagini WEB
- TeamNet Internațional, dezvoltator de soluții integrate software
- 2k Telecom, furnizor național de servicii de date
- Infratel Net, distribuitor de echipamente pentru telecomunicații
- Basket Club ASESOFT, echipă de baschet

## Asesoft Net
Asesoft Net a fost înființată în anul 2004 și oferă soluții și aplicații web personalizate pentru clienții din mediul de afaceri.
Pe lângă acestea, Asesoft Net dezvoltă și proiecte proprii, în portofoliul său regăsindu-se site-uri din domenii precum shopping-ul online (ShopMania) și comparația de prețuri, divertismentului, știrilor sau anunțurilor.
ShopMania, cel mai mare portal de comparații de prețuri din România, a fost lansat în luna mai a anului 2006 și este prezent în 25 de țări.

## Controverse
Direcția Națională Anticorupție, la data de 3 aprilie 2017, a solicitat tribunalului Prahova interdicția inițierii procedurilor de dizolvare sau lichidare a Asesoft Internațional și Teamnet Internațional. Cele două entități juridice sunt de la data de 29 martie 2017 sub urmărire penală pentru spălare de bani și complicitate la trafic de influență. Procurorii au dispus și măsuri asiguratorii în valoare totală de peste 30 milioane lei.